# Albert Enke
Albert Enke (* 11. Dezember 1922 in Zeitz) ist ein ehemaliger deutscher Gewerkschafter (FDGB) und Politiker (SED). Er war langjähriger Vorsitzender des FDGB-Bezirksvorstandes Cottbus und Abgeordneter der Volkskammer der DDR.

## Leben
Enke, Sohn einer Arbeiterfamilie, besuchte die Volksschule und erlernte zwischen 1937 und 1940 den Beruf des Gas- und Wasserinstallateurs. Danach leistete er Kriegsdienst und geriet in sowjetische Kriegsgefangenschaft, in der er bis 1947 verblieb. Er besuchte dort eine Antifa-Schule.
Nach seiner Rückkehr nach Deutschland arbeitete er wieder als Installateur. 1947 trat er der SED bei. Von 1949 bis 1950 war er Vorsitzender der Gewerkschaft Verwaltung, Banken und Versicherungen im Kreis Dessau. Von 1951 bis 1952 wirkte er als stellvertretender Landesvorsitzender des FDGB in Sachsen-Anhalt, 1952/1953 als Vorsitzender des Bezirksvorstandes Magdeburg der Gewerkschaft Verwaltung, Banken, Versicherungen und von Januar 1953 bis April 1955 als Vorsitzender des FDGB im Bezirk Magdeburg. 1955/1956 studierte er an der Gewerkschaftshochschule „Fritz Heckert“ in Bernau. 1957/1958 war Enke als stellvertretender Vorsitzender des Zentralvorstandes der IG Örtliche Wirtschaft und schließlich von 1958 bis September 1988 als Vorsitzender des FDGB-Bezirksvorstandes Cottbus tätig. Er war darüber hinaus Mitglied des Bezirkstages und der SED-Bezirksleitung Cottbus. 1958 war er auch Abgeordneter der letzten Länderkammer der DDR. Ab 1960 gehörte er als Mitglied zudem dem Bundesvorstand des FDGB an. Von 1967 bis 1990 war Enke Abgeordneter des FDGB in der Volkskammer. Er war von 1967 bis 1976 Mitglied des Ausschusses für Volksbildung und ab 1976 des Ausschusses für Kultur der Volkskammer. 1975/1976 besuchte er die Parteihochschule der KPdSU in Moskau.

## Werke
- Die Schulen der sozialistischen Arbeit – ein wichtiger Beitrag zur Verwirklichung der führenden Rolle der Arbeiterklasse des Bezirkes Cottbus. In: Geschichte und Gegenwart des Bezirkes Cottbus, 8 (1974), S. 35–40.

## Auszeichnungen
- Verdienstmedaille der DDR (1959)
- Vaterländischer Verdienstorden in Bronze (1965), in Silber (1969) und in Gold (1987)[1]
- Orden „Banner der Arbeit“ Stufe I, II und III
- Fritz-Heckert-Medaille in Gold (1973)
- Artur-Becker-Medaille in Gold (1977)